# Wiechowicze
Wiechowicze (do 31 grudnia 2014 Wichowicze) – wieś w Polsce położona w województwie lubelskim, w powiecie bialskim, w gminie Konstantynów. 
W latach 1975–1998 miejscowość administracyjnie należała do województwa bialskopodlaskiego.
Wieś jest sołectwem w gminie Konstantynów. Według Narodowego Spisu Powszechnego z roku 2011 wieś liczyła 76 mieszkańców.
Wierni Kościoła rzymskokatolickiego należą do parafii św. Elżbiety Węgierskiej w Konstantynowie.